# Melanargia malmediensis
Melanargia malmediensis är en fjärilsart som beskrevs av Mellaerts 1926. Melanargia malmediensis ingår i släktet Melanargia och familjen praktfjärilar. Inga underarter finns listade i Catalogue of Life.